# Waltraud Meier
Waltraud Meier (ur. 9 stycznia 1956 w Würzburgu) – niemiecka mezzosopranistka i sopranistka dramatyczna, znana przede wszystkim jako odtwórczyni ról w operach Richarda Wagnera.

## Życiorys
Waltraud Meier zaczynała naukę śpiewu w chórze szkolnym. Studiowała anglistykę i romanistykę. W 1976 rozpoczęła studia pod kierunkiem profesora Dietgera Jacobego. Debiutowała wówczas rolą Loli w Cavalleria Rusticana (Rycerskość wieśniacza) w operze w Würzburgu.
W kolejnych sezonach teatralnych występowała w Mannheim (1976–1978), Dortmund (1980–1983), Hanower (1983–1984) i Stuttgart (1985–1988). Debiut międzynarodowy Waltraud Meier miał miejsce w 1980 w Buenos Aires na scenie Teatro Colón jako Fricka w Walkirii.
Prawdziwie światową karierę zaczęła w 1983 z chwilą debiutu na deskach Bayreuth w roli Kundry w Parsifalu Richarda Wagnera.
W późniejszych sezonach stale goszcząc w Bayreuth wcieliła się w role: Kundry, Izoldy, Ortrud, Wenus i Sieglindy. Uważana jest za najwybitniejszą odtwórczynię ról wagnerowskich naszych czasów. 
W sezonie 2007/2008 występuje w roli Izoldy w "Tristan i Izolda" na deskach mediolańskiej La Scali. Sezon 2010/2011 rozpoczynany tradycyjnie 7 grudnia otwiera opera Walkiria z W.Meier w roli Sieglindy.
W 2003 roku Waltraud Meier otrzymała nagrodę Grammy za rolę Wenus w Tannhäuserze. Wykonanie pod dyrekcją Daniela Barenboima.